# Nuklid

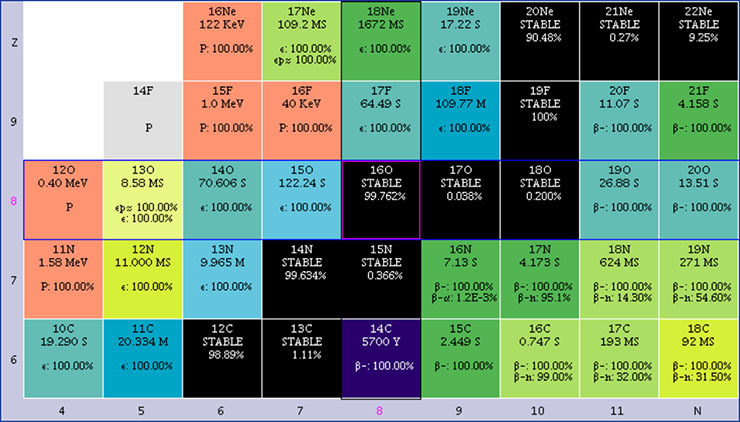
_{8}O_{8}-ra zoomolt nuklidtérkép, bomlásmódok szerint színezve

A IUPAC „Arany Könyv” szerint a nuklid olyan atomfajta, melyet a tömegszáma, a rendszáma és a magjának energiaállapota határoz meg, feltéve, hogy az utóbbi közepes élettartama elég hosszú ahhoz, hogy megfigyelhető legyen. Az utóbbi megszorítás mindig is sok vitát váltott ki, mert szubjektív elemet vitt bele a definícióba. Egy IUPAC bizottság 2011-es állásfoglalása alapján várható, hogy a megfigyelhetőség kritériumát ki fogják hagyni a definícióból.
A IUPAP körülírással, de a fenti tömör IUPAC-definícióval összhangban világítja meg a nuklid fogalmát, és különbözteti meg használatát olyan rokonfogalmakétól, mint az izotóp, az izotón, az izobár és az izomer (magizomer; metastabil magú nuklid, azaz olyan nuklid, melynek magja hosszú élettartamú gerjesztett állapotban van):
Az atomoknak azon fajtájára, amelyeknek a rendszáma (protonszám) és a tömegszáma (nukleonszám) is megegyezik, a „nuklid” szóval kell hivatkozni, nem pedig az „izotóp” szóval. Az azonos tömegszámú, különböző nuklidokat „izobár nuklidoknak” vagy „izobároknak” hívjuk. Az azonos rendszámú, különböző nuklidokat „izotóp nuklidoknak” vagy „izotópoknak” nevezzük. (Minthogy a megegyező protonszámú nuklidok „izotópok”, a megegyező neutronszámú nuklidokat olykor „izotónoknak” hívják.) [...] Metastabil magállapotokra, mint pl. a 118mAg atom, gyakran mint önálló nuklidokra hivatkoznak.
Mindkét definíció egyezik abban, hogy a nuklid atomfajtát jelent, nem pedig atommagfajtát.

## Nuklidjelölési konvenciók
Egy nuklid összetételét a következő jelölésmód tartalmazza:
ahol X egy konkrét vegyjel helyett áll a képletben, Z a rendszám (protonszám), N a neutronszám, A pedig a tömegszám (nukleonszám). (A magizomerek megkülönböztetése a tömegszám és a vegyjel közé iktatott betűvel történik, ahogy a 118mAg esetében láttuk.) Nuklidról lévén szó, a formula nemcsak az A darab nukleonból felépülő magot jelenti, hanem a Z darab héjelektront is magában foglalja, vagyis egy semleges atomot jelképez. Ha az elektronok száma nem egyezik a protonokéval (ion), akkor azt a kémiában szokásos módon kell jelölni a jobb felső indexben.
Természetesen a fenti általános nuklidjelölés redundáns elemeket tartalmaz a Z+N=A összefüggés miatt. Elvileg tehát bármelyik mennyiség elhagyható a három közül. Gyakorlatilag viszont leginkább az  N-et szokás elhagyni, mert ott van a helye, ahol a kémiai képletekben a sztöchiometriai összetételt kifejező számoké (pl. H2O), ami zavaró. Az egyszerűsített nuklidjelölés tehát leggyakrabban így fest:
Ha a konkrét vegyjel is meg van adva, akkor a rendszám megadása (elvileg) felesleges, mert a vegyjelben úgyis kódolva van, legfeljebb nem tudja mindenki fejben visszafejteni a kódot. Az alábbi jelölés esetében pl. a kódfejtés eredménye Z = 92 volna:
A fenti jelölés helyett elterjedt a folyamatos szövegbe könnyebben beilleszkedő U-238 írásmód is ugyanazzal a jelentéssel. Az X-A típusú rövidítés tulajdonképpen a nuklidnevek (izotópnevek) leggyakoribb írott kifejtését, ill. kiejtési módját rögzíti, mely az adott esetben: urán-238. Ezzel szemben a 238U jelölést szokták 238-as uránnak is olvasni.
Végül érdemes megemlíteni a transzaktinidák, ill. a szupernehéz elemek kutatásában használt konvenciót. Például a 2009-ben felfedezettnek nyilvánított 112-es elem elsőként szintetizált 277-es tömegszámú izotópjának azonosítására a felfedezők a
jelölést használták, nem pedig a IUPAC konvencióknak megfelelő
ideiglenes jelölést (ununbium). A szupernehéz elemek kutatásában alkalmazott megoldás kézenfekvő, hiszen a IUPAC maga is decimális számjegyek átkódolásával adja meg a hivatalosan még el nem ismert kémiai elemek ideiglenes (szisztematikus) vegyjelét, miközben az alábbi szabályt követve betűkre cseréli ki a rendszám három számjegyét:
ahol a betűk görög, vagy latin számnevek kezdőbetűi. Ma már 277Cn a jelölése ennek az izotópnak, az elemet magát pedig koperníciumnak hívják.

## Néhány példa a helyes fogalomhasználatra
Tekintsük a következő öt nuklidot (tehát nem izotópot):  1H, 2H, 3H, 3He és 4He.
- Az  1H, 2H  és  a 3H nuklidokban a hidrogén izotópjait (H: Z = 1) ismerhetjük fel (rendre: prócium, deutérium, ill. trícium), melyek egy háromtagú izotópnuklid-csoportot alkotnak. (A 3H a hidrogén radioizotópja, a másik két hidrogénizotóp stabil.) A  3He és a 4He nuklid a hélium (He: Z = 2) két stabil izotópja. Ez a csoport két izotóp nuklidból áll.
- A 3H és a 3He  izobár nuklidok (A = 3). (A 3H radioaktív nuklid, azaz a  radionuklidok egyike). A két izobár más-más elemet reprezentál. Ez különböző izobárok esetén törvényszerűen így van.
- A 2H (N = A−Z = 2−1 = 1) és a  3He (N = A−Z = 3−2 = 1) izotón nuklidok (N = 1). A  3H és a 4He  egy másik kéttagú izotóncsoportot alkot (N = 2). Egy adott elem csak egyetlen izotópjával szerepelhet az izotón nuklidok egy-egy csoportjában.

Az izomerekre (magizomerekre) kézenfekvő példa a gerjesztett magállapotú 118mAg és az alapállapotú magú, azonos nukleonösszetételű 118Ag izomer nuklidok említett esete. Az ezüstnél maradva: a stabilitási vonalhoz közelebb még érdekesebb a 108mAg, mely gerjesztett állapota ellenére sokkal hosszabb felezési idejű (438 év), mint az alapállapotú 108Ag nuklid (~2,4 min). Ráadásul a magizomer főleg (~91%-ban) elektronbefogással bomlik a 108Pd radionukliddá. (A várt γ-bomlás, mely a 108Ag alapállapotot eredményezi, csak ~9%-ban fordul elő.) Ezzel szemben az alapállapotú nuklid 97%-a β–-bomlással stabil 108Cd nukliddá alakul (~3% itt is elektronbefogással, ill. részben β+-bomlással alakul át). (Mindez ellenőrizhető pl. a NewDat adatbázisban.) A magizomerek eltérő viselkedése bárki számára elegendő indokkal szolgál arra, hogy a mag eltérő energiaállapota miatt más-más nuklidnak tekintsünk két azonos magösszetételű atomot.

## Relatív nuklidtömeg
Dimenzió nélküli mennyiség, akárcsak az elemek relatív atomtömege (Ar). A relatív nuklidtömeget (röviden: a nuklidtömeget) úgy kapjuk, hogy a nuklid atomtömegét osztjuk az u egységes atomi tömegegységgel. Ezt néha úgy fogalmazzák, hogy „atomi tömegegységben számított atomtömeg”. Egy elem Ar relatív atomtömegét tehát úgy számítjuk ki, hogy a természetben előforduló izotópjait jellemző (relatív) nuklidtömegeket az izotópgyakoriságokkal súlyozva átlagoljuk.

## A nuklidtérkép

Nuklidtérkép

A nuklidtérkép olyan táblázatszerű grafikon, melynek függőleges tengelye a Z protonszámot, a vízszintes pedig az N neutronszámot mutatja. A térkép minden cellája más nukleonösszetételű nuklidot, ill. többnyire nuklidokat tartalmaz. Nem szabad elfelejteni ugyanis, hogy az izomerek különböző nuklidoknak tekintendők (a mag eltérő energiájú, mérhető élettartamú állapota miatt). Ezért a magizomerek ugyanúgy osztozkodnak a nuklidtérkép celláin, mint az izotópok az elemek rubrikáin a periódusos rendszerben.